# Josef Bělica
Josef Bělica (* 16. července 1978 Havířov) je český politik, dříve podnikatel a od roku 2024 hejtman Moravskoslezského kraje. Od roku 2016 zastupitel Moravskoslezského kraje, od října 2017 poslanec Poslanecké sněmovny PČR, v letech 2018 až 2024 primátor města Havířov (předtím v letech 2014 až 2018 postupně radní a náměstek primátorky), v letech 2017 až 2019 člen předsednictva hnutí ANO.

## Život
Vystudoval Fakultu strojní Vysoké školy báňské – Technické univerzity Ostrava (v roce 2001 získal titul Bc.), v roce 2019 získal na Hornicko-geologické fakultě téže univerzity titul Ing.
Ve sportovním karate je několikanásobným mistrem ČR v těžké váze, mnohonásobný vítěz 1. ligy družstev ČR. Deset let byl reprezentantem ČR v těžké váze, je držitelem 4. danu karate shotokan.[zdroj?]
Do roku 2016 se živil jako podnikatel, byl jednatelem a společníkem ve firmě ComDis, která obchoduje s příslušenstvím pro notebooky, tablety a PC (v letech 2002 až 2016 byl výkonným ředitelem firmy). Působil také ve společnosti Fall consulting.
Josef Bělica je ženatý, s manželkou Janou má tři děti. Celý život žije v Havířově, konkrétně v části Šumbark, dětství prožil v městské části Podlesí.[zdroj?]

## Politické působení
Od roku 2013 je členem hnutí ANO, předtím nebyl členem žádné strany. Roku 2015 byl zvolen předsedou krajské organizace v Moravskoslezském kraji. Na konci února 2017 se stal na IV. sněmu ANO členem předsednictva hnutí. Na dalším sněmu v únoru 2019 však již funkci neobhajoval. V květnu 2022 byl opět zvolen předsedou krajské organizace.
V komunálních volbách v roce 2014 byl z pozice lídra kandidátky ANO zvolen zastupitelem města Havířov. V listopadu 2014 se stal radním města, z této funkce byl však po rozpadu koalice v červnu 2016 odvolán. Do rady města se opět vrátil v prosinci 2016, kdy vznikla nová koalice a on byl zvolen náměstkem primátorky pro ekonomiku a správu majetku.
V krajských volbách v roce 2016 byl za ANO zvolen zastupitelem Moravskoslezského kraje. Působil jako předseda výboru pro tělovýchovu a sport a předseda politického klubu zastupitelů za ANO. Ve volbách do Poslanecké sněmovny PČR v roce 2017 byl zvolen za ANO poslancem v Moravskoslezském kraji.
V komunálních volbách v roce 2018 byl lídrem kandidátky ANO, mandát zastupitele města obhájil. Koalici vytvořily vítězné hnutí ANO, třetí Česká strana sociálně demokratická, čtvrté Hnutí pro Havířov a páté uskupení „Společně pro Havířov – Koalice KDU-ČSL a STAN“ a Bělica se dne 5. listopadu 2018 stal novým primátorem Havířova.
V krajských volbách v roce 2020 obhájil za ANO post zastupitele Moravskoslezského kraje. Ve volbách do Poslanecké sněmovny PČR v roce 2021 kandidoval za ANO na 4. místě v Moravskoslezském kraji. Získal 4 110 preferenčních hlasů, a stal se tak znovu poslancem.
V komunálních volbách v roce 2022 obhájil z pozice lídra kandidátky hnutí ANO mandát zastupitele města. V polovině října 2022 se stal opět primátorem města, když jeho vítězné hnutí ANO uzavřelo koalici s uskupením „SPOLU plus – ODS, KDU-ČSL, TOP 09, STAN“, Hnutím pro Havířov (HPH) a uskupením „Česká strana sociálně demokratická a osobnosti města“.
Po rezignaci stranického kolegy Jana Krkošky kvůli korupční kauze se stal kandidátem na funkci hejtmana Moravskoslezského kraje. Krajská opozice dopředu oznámila, že Bělicu nepodpoří. Piráti uvedli, že mezi Bělicou a Krkoškou není mnoho rozdílů, a například KSČM kritizovala hromadění funkcí. Sám Bělica uvedl, že v případě jmenování hejtmanem zůstane poslancem a pravděpodobně i primátorem Havířova. Naopak již nebude předsedou krajské organizace ANO. Do funkce hejtmana byl zvolen dne 3. dubna 2024. Zároveň oznámil, že opustí post primátora města Havířov.
V krajských volbách v roce 2024 byl z pozice člena hnutí ANO lídrem kandidátky do Zastupitelstva Moravskoslezského kraje a kandidátem na hejtmana. Mandát krajského zastupitele se mu podařilo obhájit. Následně se vítězné hnutí ANO dohodlo na spolupráci s pátým uskupením „SPD, Trikolora a PRO“ a dne 21. října 2024 byl Bělica opět zvolen hejtmanem Moravskoslezského kraje, když získal 47 hlasů od 65 přítomných zastupitelů.
Dne 9. prosince 2024 rezignoval na mandát primátora Havířova a jeho nástupcem ve funkci se stal Ondřej Baránek (ANO).
Ve sněmovních volbách v roce 2025 kandiduje z posledního 36. místa kandidátní listiny hnutí ANO v Moravskoslezském kraji.

## Kontroverze
Začátkem roku 2020 byl opozicí napaden pro střet zájmů ohledně dotací pro sportovní klub Karate Havířov, který vede jeho manželka. Ve spolku figurovala také Markéta Nowaková, Bělicova poslanecká asistentka. Ze střetu zájmu ho obvinila opoziční zastupitelka Darja Škutová (Havířov sobě). Střet zájmů však nebyl prokázán.[zdroj?]
V lednu 2021 na interpelaci opoziční zastupitelky Škutové písemně odpověděl, že jeho sestra Sylva Bělicová je zaměstnána v souladu se zákoníkem práce, a to na pracovní pozici provozní v městské společnosti Správa sportovních a rekreačních zařízení Havířov. Jeho manželka podle zjištění novinářů pracuje v další městské firmě Havířovská teplárenská společnost. Jana Bělicová v Havířovské teplárenské společnosti pracuje na řadové pozici.[ve zdroji nenalezeno] Bělica k tomuto uvedl: Město Havířov zaměstnává přes 2 600 lidí, je tedy velmi pravděpodobné (respektive normální), že mezi nimi jsou i rodinní příslušníci úředníků či politiků.
V listopadu 2023 část opozice v Havířově (Havířov Sobě a KSČM) vydala prohlášení, v němž veřejně sděluje své výhrady ke způsobu, jakým primátor řídí jednání zastupitelstva města.  Podle bývalé komunistické primátorky Havířova se nestandardní jednání současného primátora při řízení zastupitelstva neustále opakuje a útoky směrem k některým zastupitelům se stupňují. Bělica nařčení odmítl s tím, že na jednání zastupitelstva jsou vždy přítomni vedoucí odboru právního a tajemník magistrátu, kteří by na případné pochybení upozornili.